# 普盧日內
普盧日內是位於蒙特內哥羅西北部普盧日內市鎮内的城镇及行政中心。根據2003年的人口普查，科拉欣有人口1,494人。整个市镇有人口4,272人。

## 人口
普盧日內：
- 1981年3月3日－730
- 1991年3月3日－1,453
- 2003年11月1日－1,494

族群分布（1991年人口普查）：
- 蒙特內哥羅人 (91.61%)
- 塞爾維亞人 (6.63%)

族群分布（2003年人口普查）：
- 塞爾維亞人 (60.51%)
- 蒙特內哥羅人 (32.61%)